# Zimnica (rzeka)
Zimnica (niem. Kalter Bach) – rzeka w południowo-zachodniej Polsce, w woj. dolnośląskim na Wysoczyźnie Lubińskiej i Obniżeniu Ścinawskim.
Rzeka II rzędu, nizinna, lewy dopływ Odry należący do dorzecza Odry i zlewiska Morza Bałtyckiego.
Rzeka płynie przez Wysoczyznę Lubińską i Obniżenie Ścinawskie. 
Teren źródliskowy rzeki położony jest na wysokości około 167 m n.p.m. u północno-wschodniego podnóża wzniesienia Wędrowiec o wysokości 203 m n.p.m. Rzeka wypływa z niewielkiego bagna położonego przy granicy lasu na północ od miejscowości Krzeczyn Mały w postaci kilku drobnych cieków, które w promieni kilkudziesięciu metrów od siebie łączą się w jeden ciek. Ciek w górnym biegu płynie poziomą, płytko wciętą doliną rzeczną porośniętą łąkami, w kierunku północno-wschodnim do miejscowości Obora, za którą skręca na wschód w kierunku Lubina przepływając w bliskiej odległości od nieczynnego zbiornika odpadów poflotacyjnych „Gilów”. Na tym odcinku górnego biegu rzeka znajduje się w strefie czynnego oddziaływania zbiornika na wody rzeki. Z przedpola zbiornika w wyniku infiltracji wód opadowych następuje wypłukiwanie soli i związków metali, którymi zanieczyszczana jest rzeka. Przez centrum miasta Lubin na odcinku 900 m rzeka płynie krytym kanałem wodnym. W pobliżu Kaplicy zamkowej na Wzgórzu Zamkowym w Lubinie rzeka opuszcza kanał i płynie przez Park Wrocławski w kierunku południowo-wschodnim przez miejscowości: Miroszowice, Kłopotów, Niemstów. W Niemstowie rzeka skręca na północny wschód w kierunku miejscowości: Sitno, Dłużyce. W Dłużycach rzeka skręca ostro na północ w kierunku Ścinawy po minięciu miasta rzeka wpływa na teren użytku ekologicznego "Ścinawskie Bagna" przez bagna płynie do ujścia, gdzie na wysokość 88 m n.p.m. uchodzi do Odry. Zasadniczy kierunek biegu rzeki jest wschodni na całej długości rzeka płynie Doliną Zimnicy po utworach sandrowych moreny dennej. Dolina Zimnicy na większości odcinków posiada charakter dobrze wykształconej rozległej doliny płaskodennej, wypełnionej osadami holoceńskimi i plejstoceńskimi zlodowacenia środkowopolskiego. Jest to rzeka nizinna zbierająca wody z Wysoczyzny Lubińskiej i częściowo z Obniżenia Ścinawskiego. Rzeka na całej długości jest uregulowana o małym prądzie spływu. Rzeka charakteryzuje się wyrównanym spadkiem i zmiennymi wodostanami, średni spadek wynosi około 2,2 promile. Gwałtowne topnienie śniegów wiosną, a w okresach letnich wzmożone opady i ulewne deszcze które, należą do częstych zjawisk sprawiają wezbrania wody i podmoknięcia naturalnych terenów zalewowych. Zimnica w większości swojego biegu przepływa przez tereny leśne i rolnicze. Na całej swej długości jest uregulowana, posiada koryto o przeciętnej szerokości 3,0 m i głębokości dochodzącej miejscami do 2,5 m.
Na całej długości rzeka narażona jest na obszarowe spływy zanieczyszczeń z jej zlewni.

## Zbiorniki
Ważnym dla rzeki, jest zbiornik o powierzchni ok. 2 ha na dopływie Zimnicy w rejonie Szybów Głównych ZG Lubin. Otoczenie zbiornika podlega od dłuższego czasu renaturalizacji i zasiedlane jest przez naturalne zbiorowiska roślinne: łąka świeża, oles porzeczkowy, las z gatunkami grądowymi i olsowymi. Na terenie miasta położone są dwa zbiorniki dydaktyczno-krajobrazowe: zbiornik w parku Górników Polskiej Miedzi o powierzchni 0,6 ha i sztuczny zbiornik wodny o pow. ok. 0,45 ha na terenie Parku Wrocławskiego.

## Fauna
Zimnica jest rzeką mało zasobną w ryby. Występuje w niej cztery gatunki ryb niewielkich rozmiarów: kiełb (Gobio gobio), śliz (Barbatula barbatula), ciernik (Gasterosteus aculeatus) oraz Cierniczek (Pungitius pungitius), które stanowią typowe elementy ichtiofauny małych cieków.

## Walory przyrodnicze
Dolina rzeki stanowi najważniejszy międzygminny korytarz ekologiczny dla gmin Lubin i Ścinawa. W jej obszarze znajdują się użytki ekologiczne. Obszar wzdłuż koryta rzeki zachował półnaturalny charakter, dzięki czemu występują zbiorowiska różnorodnych siedlisk, od leśnych po łąkowe, suche i wilgotne z cennymi gatunkami roślin i zwierząt. Oprócz ekosystemów leśnych występują ekosystemy, które wytworzyły się w wyniku prowadzonej dawniej, a obecnie zaniechanej, gospodarki rolnej. Ponieważ ziemia w wzdłuż Zimnicy nie jest obecnie uprawiana ekosystemy mają charakter odłogów oraz nie użytkowanych łąk i pastwisk, na których zachodzi sukcesja ekologiczna.
W części doliny Zimnicy, na odcinku przebiegu ścieżki przyrodniczej, w wyniku regulacji koryta rzeki przez zlikwidowanie meandrów zostały silnie przekształcone naturalne stosunki wodne, odpowiednie ukształtowanie przekroju koryta, pogłębienie itp., spowodowały obniżenie naturalnego poziomu wód gruntowych i spadek wilgotności gleb w dolinie rzeki. W przeszłości rzeka meandrowała po całym dnie doliny, obecnie płynie prosto i nie zmienia położenia koryta.

## Osadnictwo
Dolina rzeki była znana i zasiedlana od dawna.Wzdłuż rzeki powstawały osady, m.in. główne miasto Lubin. W średniowieczu w dolinie rzeki i jej dopływów w okolicach Lubina i Ścinawy rozwijało się rolnictwo.

## Główne dopływy
Baczyna, Małomicki Potok, Niemstowski Potok (Nowa Młynówka), oraz liczne bezimienne cieki.

## Ważniejsze miejscowości od źródeł
Obora, Lubin, Miroszowice, Kłopotów, Niemstów, Sitno, Dłużyce, Ścinawa.

## Literatura
- A. Dunajski, J. Krajewski, Projekt utworzenia, zagospodarowania i ochrony użytku ekologicznego, „Dolina Zimnicy” w Lubinie, PRO-EKO we Wrocławiu. 2004
- A. Dunajski i J.Krajewski, Przewodnik “Przez Dolinę Zimnicy w Lubinie” Wyd. UM Lubin, 2008
- Kondracki J. – Geografia polski – Mezoregiony fizyczno-geograficzne – Wyd. Nauk. PWN, Warszawa 1994 r.,ISBN 83-01-11422-3
- Mapa turystyczna, Powiat lubiński, skala 1:60 000, Wyd. Turyst. Plan. J. Góra, 2007 r. ISBN 978-83-60044-84-1
- Mapa turystyczna, Związek Gmin Zagłębia Miedziowego, skala 1:75 000, Wyd. Z.K .Sygnatura. Z. Góra, 2003 r. ISBN 83-87873-47-0